# Linia 10 metra w Szanghaju
Linia 10 – linia metra w Szanghaju. Linię ta, oficjalnie otwarto dla ograniczonych usług w dniu 10 kwietnia 2010, składa się z głównej linii i odgałęzienia. W pierwszej fazie główna linia obecnie biegnie z Xinjiangwancheng do Longxi Lu; odgałęzienie biegnie od Longxi Lu na głównej linii do Hangzhong Lu. Linia jest oznaczona w kolorze lawendy na mapach metra.
Rozbudowa do Hongqiao Huochezhan działa od grudnia 2010 roku. Łączy Port lotniczy Hongqiao z centrum Szanghaju, a także silnie zurbanizowane dzielnice mieszkaniowe Yangpu i Hongkou.
W drugiej fazie, w planowaniu, jest przedłużenie północnej trasy Linia 10 od Xinjiangwancheng do Huandongyi Dadao. Ten etap zostanie zakończony w roku 2020.